# Botijewe
Botijewe (ukr. Ботієве) – wieś na Ukrainie, w obwodzie zaporoskim, w rejonie melitopolskim, w hromadzie Pryazowśke. W 2001 liczyła 1615 mieszkańców, spośród których 215 wskazało jako ojczysty język ukraiński, 1255 rosyjski, 132 bułgarski, 4 białoruski, 6 ormiański, 1 grecki, a 2 inny.